# هنري هال
هنري هال (24 ديسمبر 1857 - 13 فبراير 1934)  (بالإنجليزية: Henry Hall)‏ هو لاعب كريكت بريطاني (وحمل سابقاً جنسية المملكة المتحدة لبريطانيا العظمى وأيرلندا). لعب مع نادي مقاطعة سومرست للكريكت ‏.